# Copa Brasil de Voleibol Feminino de 2014
A Copa Brasil de Voleibol Feminino de 2014 foi a terceira edição desta competição organizada pela Confederação Brasileira de Voleibol através da Unidade de Competições Nacionais. Participaram do torneio oito equipes provenientes de quatro estados brasileiros: São Paulo, Rio de Janeiro, Minas Gerais, Santa Catarina e Paraná. O torneio foi realizado no Ginásio Chico Neto, em Maringá, Paraná.
O Osasco Voleibol Clube conquistou seu segundo título na competição ao vencer o Sesi-SP na decisão por três sets a um, a equipe já tinha sido campeã em 2008.

## Regulamento
Classificaram-se para a disputa da Copa Brasil de 2014 as oito melhores equipes da Superliga 2012/2013. O torneio foi disputado em sistema de eliminatória simples, em jogo único, com fases de quartas-de-final, semifinais e final. O campeão se classificou para o Sul-Americano de 2014.
Todas as partidas do torneio foram realizadas no Ginásio Chico Neto, Maringá (PR)

## Equipes participantes
Oito equipes disputaram o título da Copa Brasil de Voleibol Feminino. São elas:
| Equipe Nome fantasia                 | Ginásio Cidade                           | Capacidade | Última participação | Superliga 2012/2013 |
| ------------------------------------ | ---------------------------------------- | ---------- | ------------------- | ------------------- |
| Rio de Janeiro VC Unilever           | Maracanãzinho Rio de Janeiro             | 12 000     | Curitiba 2008       | 1º                  |
| Osasco VC Molico/Nestlé              | José Liberatti Osasco                    | 4 500      | Curitiba 2008       | 2º                  |
| Campinas VC Vôlei Amil               | Arena Amil Campinas                      | 4 000      | Estreante           | 3º                  |
| Sesi-SP                              | Sesi Vila Leopoldina São Paulo           | 800        | Estreante           | 4º                  |
| Praia Clube Banana Boat/Praia Clube  | Oranides Borges do Nascimento Uberlândia | 1 730      | Estreante           | 5º                  |
| EC Pinheiros                         | Henrique Villaboim São Paulo             | 1 100      | Estreante           | 6º                  |
| Minas TC                             | Arena JK Belo Horizonte                  | 3 650      | Brusque 2007        | 7º                  |
| SER Rio do Sul Rio do Sul/Equibrasil | Artenir Werner Rio do Sul                | 1 500      | Estreante           | 8º                  |

## Resultados
|  | Quartas-de-final | Quartas-de-final  | Quartas-de-final |           |             | Semifinais        | Semifinais | Semifinais |  |  | Final | Final   | Final |
|  |                  |                   |                  |           |             |                   |            |            |  |  |       |         |       |
|  | 1º               | Rio de Janeiro VC | 3                |           |             |                   |            |            |  |  |       |         |       |
|  | 8º               | SER Rio do Sul    | 0                |           |             |                   |            |            |  |  |       |         |       |
|  | 8º               | SER Rio do Sul    | 0                |           | 1º          | Rio de Janeiro VC | 1          |            |  |  |       |         |       |
|  |                  |                   |                  |           | 1º          | Rio de Janeiro VC | 1          |            |  |  |       |         |       |
|  |                  | 4º                | Sesi-SP          | 3         |             |                   |            |            |  |  |       |         |       |
|  | 4º               | 4º                | Sesi-SP          | 3         | Sesi-SP     | 3                 |            |            |  |  |       |         |       |
|  | 4º               |                   |                  |           | Sesi-SP     | 3                 |            |            |  |  |       |         |       |
|  | 5º               | Praia Clube       | 1                |           |             |                   |            |            |  |  |       |         |       |
|  |                  |                   |                  |           |             |                   |            |            |  |  | 4º    | Sesi-SP | 1     |
|  |                  |                   | 2º               | Osasco VC | 3           |                   |            |            |  |  |       |         |       |
|  | 2º               | Osasco VC         | 3                |           |             |                   |            |            |  |  |       |         |       |
|  | 7º               | Minas TC          | 0                |           |             |                   |            |            |  |  |       |         |       |
|  | 7º               | Minas TC          | 0                |           | 2º          | Osasco VC         | 3          |            |  |  |       |         |       |
|  |                  |                   |                  |           | 2º          | Osasco VC         | 3          |            |  |  |       |         |       |
|  |                  | 3º                | Campinas VC      | 1         |             |                   |            |            |  |  |       |         |       |
|  | 3º               | 3º                | Campinas VC      | 1         | Campinas VC | 3                 |            |            |  |  |       |         |       |
|  | 3º               |                   |                  |           | Campinas VC | 3                 |            |            |  |  |       |         |       |
|  | 6º               | EC Pinheiros      | 1                |           |             |                   |            |            |  |  |       |         |       |

## Classificação final
| Posição | Equipe            |
| ------- | ----------------- |
|         | Osasco VC         |
|         | Sesi-SP           |
|         | Rio de Janeiro VC |
| 4º      | Campinas VC       |
| 5º      | Praia Clube       |
| 6º      | EC Pinheiros      |
| 7º      | SER Rio do Sul    |
| 8º      | Minas TC          |

| Copa Brasil de Voleibol Feminino de 2014 |
| São Paulo                                |
| ---------------------------------------- |
| Osasco VC Campeão (Segundo título)       |